# Associazione Calcio Legnano 1985-1986
Questa voce raccoglie le informazioni riguardanti l'Associazione Calcio Legnano nelle competizioni ufficiali della stagione 1985-1986.

## Stagione

Davide Fontolan, al Legnano dal 1982 al 1986

Prima dell'inizio del torneo, la squadra è interessata da un discreto movimento in entrata ed uscita. Vengono ceduti il portiere Luigi Belletta e i centrocampisti Daniele Fortunato e Gaetano Paolillo, mentre sul fronte acquisti arrivano al Legnano i portieri Pierantonio Bosaglia e Dario Cantoni, i centrocampisti Sergio Elli, Sandro Pietta e Maurizio Grosselli e l'attaccante Luigi Tirapelle.
Nella stagione 1985-1986 il Legnano ottiene il 10º posto, con 31 punti, nel girone A della Serie C1, a 16 lunghezze dalla coppia di testa Parma e Modena, entrambe promosse, e a 4 punti dalla zona retrocessione. In Coppa Italia Serie C, i Lilla arrivano al secondo posto del girone D, risultato che non permette alla squadra di passare al turno successivo.

## Divise e sponsor
| Casa |

Le maglie della stagione 1985-1986 sono ancora prodotte da Adidas, ma presentano dettagli inusuali se confrontate con le classiche maglie lilla delle precedenti stagioni. La caratteristica principale della divisa di casa è la presenza di una banda bianca orizzontale posizionata al centro della maglia. Stessa cosa per la maglia da trasferta, ma a colori invertiti. Ad accompagnare le maglie ci sono dei pantaloncini e dei calzettoni blu, come già era accaduto in diversi casi nelle precedenti stagioni.

## Organigramma societario
Area direttiva
- Presidente: comm. Giovanni Mari

Area tecnica
- Allenatore: Andrea Valdinoci

## Rosa
| N. |                   | Ruolo | Calciatore           |
| -- | ----------------- | ----- | -------------------- |
|    | Italia (bandiera) | C     | Loris Boni           |
|    | Italia (bandiera) | P     | Pierantonio Bosaglia |
|    | Italia (bandiera) | C     | Dario Bottoni        |
|    | Italia (bandiera) | P     | Dario Cantoni        |
|    | Italia (bandiera) | D     | Luigi Cappelletti    |
|    | Italia (bandiera) | D     | Giovanni Cozzi       |
|    | Italia (bandiera) | C     | Sergio Elli          |
|    | Italia (bandiera) | A     | Davide Fontolan      |
|    | Italia (bandiera) | C     | Maurizio Grosselli   |

| N. |                   | Ruolo | Calciatore           |
| -- | ----------------- | ----- | -------------------- |
|    | Italia (bandiera) | C     | Luca Landonio        |
|    | Italia (bandiera) | C     | Maurizio Lombardo    |
|    | Italia (bandiera) | A     | Cristiano Masuero    |
|    | Italia (bandiera) | C     | Sandro Pietta        |
|    | Italia (bandiera) | D     | Alessandro Ranghetti |
|    | Italia (bandiera) | D     | Davide Roncaglia     |
|    | Italia (bandiera) | A     | Luigi Tirapelle      |
|    | Italia (bandiera) | D     | Fabrizio Zoppellaro  |
|    | Italia (bandiera) | D     | Luigi Zubiani        |

## Risultati

### Serie C1 (girone A)

#### Girone d'andata
| Arbitro: | Caprini (Perugia) |

|  |           |                 |
|  | Marcatori | 67’ D. Fontolan |

| Arbitro: | Squadrito (Catania) |

|  |           |              |
|  | Marcatori | 1’ Paraluppi |

| Arbitro: | Fiorenza (Siena) |

|               |           |  |
| Brambilla 88’ | Marcatori |  |

| Legnano 13 ottobre 1985 4ª giornata | Legnano             | 0 – 0 | Reggiana | Stadio Comunale\| Arbitro: \| Telegrafo (Taranto) \| |
| Arbitro:                            | Telegrafo (Taranto) |       |          |                                                      |

| Ancona 20 ottobre 1985 5ª giornata | Ancona             | 0 – 0 | Legnano | Stadio Dorico\| Arbitro: \| Felicani (Bologna) \| |
| Arbitro:                           | Felicani (Bologna) |       |         |                                                   |

| Arbitro: | Quartuccio (Torre Annunziata) |

|            |           |  |
| Frutti 50’ | Marcatori |  |

| Legnano 3 novembre 1985 7ª giornata | Legnano             | 0 – 0 | Padova | Stadio Comunale\| Arbitro: \| Pomentale (Bologna) \| |
| Arbitro:                            | Pomentale (Bologna) |       |        |                                                      |

| Arbitro: | Guida (Palermo) |

|                                  |           |  |
| Zannoni 9’ Righetti 29’ Paci 47’ | Marcatori |  |

| Arbitro: | Mazzalupi (Roma) |

|                                     |           |  |
| D. Fontolan 7’ Grosselli 62’ (rig.) | Marcatori |  |

| Pavia 24 novembre 1985 10ª giornata | Pavia              | 0 – 0 | Legnano | Stadio Comunale\| Arbitro: \| Picchio (Macerata) \| |
| Arbitro:                            | Picchio (Macerata) |       |         |                                                     |

| Arbitro: | Frattin (Castelfranco Veneto) |

|  |           |                                                |
|  | Marcatori | 35’, 86’ Pregnolato 47’ Bresciani 83’ Paradiso |

| Legnano 8 dicembre 1985 12ª giornata | Legnano             | 0 – 0 | Rondinella Marzocco | Stadio Comunale\| Arbitro: \| Ruffinengo (Savona) \| |
| Arbitro:                             | Ruffinengo (Savona) |       |                     |                                                      |

| Rimini 15 dicembre 1985 13ª giornata | Rimini             | 0 – 0 | Legnano | Stadio Romeo Neri\| Arbitro: \| Di Cola (Avezzano) \| |
| Arbitro:                             | Di Cola (Avezzano) |       |         |                                                       |

| Arbitro: | Ciaccio (Napoli) |

|               |           |  |
| Grosselli 43’ | Marcatori |  |

| Varese 5 gennaio 1986 15ª giornata | Varese              | 0 – 0 | Legnano | Stadio Franco Ossola\| Arbitro: \| Pomentale (Bologna) \| |
| Arbitro:                           | Pomentale (Bologna) |       |         |                                                           |

| Arbitro: | Bruni (Arezzo) |

|               |           |  |
| Grosselli 85’ | Marcatori |  |

| Prato 19 gennaio 1986 17ª giornata | Prato            | 0 – 0 | Legnano | Stadio Lungobisenzio\| Arbitro: \| Da Ros (Treviso) \| |
| Arbitro:                           | Da Ros (Treviso) |       |         |                                                        |

#### Girone di ritorno
| Arbitro: | Scaramuzza (Mestre) |

|          |           |             |
| Elli 40’ | Marcatori | 27’ Serioli |

| Trento 2 marzo 1986 19ª giornata | Trento                | 0 – 0 | Legnano | Stadio Briamasco\| Arbitro: \| Sanguineti (Chiavari) \| |
| Arbitro:                         | Sanguineti (Chiavari) |       |         |                                                         |

| Arbitro: | Acri (Novi Ligure) |

|            |           |  |
| Masuero 1’ | Marcatori |  |

| Arbitro: | Stafoggia (Pesaro) |

|                      |           |  |
| D'Agostino 3’ (rig.) | Marcatori |  |

| Legnano 23 febbraio 1986 22ª giornata | Legnano           | 0 – 0 | Ancona | Stadio Comunale\| Arbitro: \| Scalise (Bologna) \| |
| Arbitro:                              | Scalise (Bologna) |       |        |                                                    |

| Legnano 2 marzo 1986 23ª giornata | Legnano              | 0 – 0 | Modena | Stadio Comunale\| Arbitro: \| Nicoletti (Agropoli) \| |
| Arbitro:                          | Nicoletti (Agropoli) |       |        |                                                       |

| Arbitro: | Forte (Aosta) |

|                                 |           |  |
| Giansanti 2’ (rig.) Coppola 19’ | Marcatori |  |

| Arbitro: | Vasselli (Roma) |

|                               |           |               |
| Signorini 17’ (aut.) Elli 82’ | Marcatori | 5’, 83’ Rossi |

| Carrara 29 marzo 1986 26ª giornata | Carrarese           | 0 – 0 | Legnano | Stadio Dei Marmi\| Arbitro: \| Scaramuzza (Mestre) \| |
| Arbitro:                           | Scaramuzza (Mestre) |       |         |                                                       |

| Arbitro: | Schiavon (Padova) |

|               |           |           |
| Roncaglia 88’ | Marcatori | 27’ Corti |

| Arbitro: | Cafaro (Grosseto) |

|              |           |  |
| Bresciani 9’ | Marcatori |  |

| Firenze 20 aprile 1986 29ª giornata | Rondinella Marzocco | 0 – 0 | Legnano | Stadio Gino Bozzi\| Arbitro: \| Pomentale (Bologna) \| |
| Arbitro:                            | Pomentale (Bologna) |       |         |                                                        |

| Arbitro: | Gargiulo (Napoli) |

|              |           |            |
| Fontolan 32’ | Marcatori | 74’ Strano |

| Arbitro: | De Angelis (Civitavecchia) |

|  |           |                            |
|  | Marcatori | 57’ Fontolan 90’ Tirapelle |

| Arbitro: | Bruni (Arezzo) |

|               |           |                  |
| Tirapelle 63’ | Marcatori | 71’ (rig.) Ravot |

| Arbitro: | Giordano (Udine) |

|                        |           |          |
| Araldi 16’, 62’ (rig.) | Marcatori | 78’ Elli |

| Legnano 1º giugno 1986 34ª giornata | Legnano                   | 0 – 0 | Prato | Stadio Comunale\| Arbitro: \| Merlino (Torre del Greco) \| |
| Arbitro:                            | Merlino (Torre del Greco) |       |       |                                                            |

### Coppa Italia Serie C (girone D)

#### Girone d'andata
| Legnano 21 agosto 1985 1ª giornata | Legnano           | 0 – 0 | Pro Patria | Stadio Comunale\| Arbitro: \| Schiavon (Padova) \| |
| Arbitro:                           | Schiavon (Padova) |       |            |                                                    |

| Leffe 24 agosto 1985 2ª giornata | Leffe | 0 – 0 | Legnano | Stadio Carlo Martinelli |

| Legnano 28 agosto 1985 3ª giornata  | Legnano   | 1 – 1 | Virescit Boccaleone | Stadio Comunale |
| \| \| \| \| \| \| Marcatori \| . \| |           |       |                     |                 |
|                                     |           |       |                     |                 |
|                                     | Marcatori | .     |                     |                 |

#### Girone di ritorno
| Busto Arsizio 4 settembre 1985 4ª giornata | Pro Patria      | 0 – 0 | Legnano | Stadio Carlo Speroni\| Arbitro: \| Pucci (Firenze) \| |
| Arbitro:                                   | Pucci (Firenze) |       |         |                                                       |

| Legnano 11 settembre 1985 5ª giornata | Legnano | 1 – 0 | Leffe | Stadio Comunale |

| Bergamo 15 settembre 1985 6ª giornata | Virescit Boccaleone | 0 – 0 | Legnano | Stadio Atleti Azzurri d'Italia |

## Statistiche

### Statistiche di squadra
| Competizione         | Punti | Totale | Totale | Totale | Totale | Totale | Totale | DR |
| Competizione         | Punti | G      | V      | N      | P      | Gf     | Gs     | DR |
| -------------------- | ----- | ------ | ------ | ------ | ------ | ------ | ------ | -- |
| Serie C1             | 31    | 34     | 6      | 19     | 9      | 15     | 22     | -7 |
| Coppa Italia Serie C | 7     | 6      | 1      | 5      | 0      | 2      | 1      | +1 |

### Statistiche dei giocatori
| Giocatore      | Serie C1 | Serie C1 |
| Giocatore      | Presenze | Reti     |
| -------------- | -------- | -------- |
| L. Boni        | 30       | 0        |
| P. Bosaglia    | 31       | 0        |
| D. Bottoni     | 15       | 0        |
| D. Cantoni     | 4        | 0        |
| L. Cappelletti | 34       | 4        |
| G. Cozzi       | 11       | 0        |
| S. Elli        | 33       | 3        |
| D. Fontolan    | 32       | 4        |
| M. Grosselli   | 25       | 3        |
| L. Landonio    | 18       | 0        |
| M. Lombardo    | 1        | 0        |
| C. Masuero     | 25       | 1        |
| S. Pietta      | 33       | 0        |
| A. Ranghetti   | 22       | 0        |
| D. Roncaglia   | 34       | 1        |
| L. Tirapelle   | 34       | 2        |
| F. Zoppellaro  | 29       | 0        |
| L. Zubiani     | 22       | 0        |